# Ельсдорф (Нижня Саксонія)
Ельсдорф (нім. Elsdorf) — громада в Німеччині, розташована в землі Нижня Саксонія. Входить до складу району Ротенбург-на-Вюмме. Складова частина об'єднання громад Цефен.
Площа — 49,01 км2. Населення становить 2000 ос. (станом на 31 грудня 2021).